# Menophra jobaphes
Menophra jobaphes là một loài bướm đêm trong họ Geometridae.